# District de Xifeng
Pour les articles homonymes, voir Xifeng.
Le district de Xifeng (西峰区 ; pinyin : Xīfēng Qū) est une subdivision administrative de la province du Gansu en Chine. Il est placé sous la juridiction de la ville-préfecture de Qingyang.